# 杜苟
杜苟（1946年10月8日—2022年6月16日），越南足球運動員，司職後衛，為前南越國家足球隊及前食品工業隊隊員。
杜苟在1946年10月8日出生於法屬柬埔寨金邊，1973年東南亞半島運動會足球比賽代表南越國家足球隊贏得銀牌。
1980年退役。之後在1984至1987年間擔任安江二隊教練。
1987年以後正式告別球壇。
他的兒子杜凱亦是司職後衛的足球員，1994至2001年間曾經代表越南國家足球隊上陣。
2022年6月16日在越南胡志明市去世。

## 榮譽
1973年東南亞半島運動會足球比賽銀牌